# Ди Чезаре, Донателла
Донателла Эстер Ди Чезаре (итал. Donatella Ester Di Cesare, род. 29 апреля 1956, Рим) — итальянский политический философ, эссеист и редактор. В настоящее время она работает профессором теоретической философии в Римском университете Ла Сапиенца. Ди Чезаре сотрудничает с различными итальянскими газетами и журналами, включая L’Espresso и Il Manifesto. Её книги и эссе переведены на английский, французский, немецкий, испанский, португальский, датский, хорватский, польский, финский, норвежский, турецкий и китайский языки.

## Биография
Ди Чезаре родилась в Риме, Италия, 29 апреля 1956 года в семье итальянских евреев. На первом этапе своего обучения Ди Чезаре училась в основном в Западной Германии, сначала в Тюбингенском университете, затем в Гейдельбергском университете, где была последней ученицей Ханса-Георга Гадамера. В Гейдельберге она сосредоточилась на изучении феноменологии и философской герменевтики. Она предложила свой взгляд на эти две дисциплины, близкий к деконструкции Жака Деррида. Эти исследования были включены во многие из её эссе, которые были опубликованы впоследствии, и в две книги: «Утопия понимания» (SUNY Press, Олбани, Нью-Йорк, 2013 г.) и «Гадамер» (Indiana University Press, Блумингтон, Индиана, 2013 г.). После публикации книги Мартина Хайдеггера «Шварце Хефте» она написала книгу «Хайдеггер и евреи: чёрные тетради» (Polity Press, Кембридж и Бостон, 2018 год) о философской мысли Хайдеггера и его политической принадлежности к нацизму.
Вопрос о насилии и состоянии человека, ставшего жертвой крайнего насилия, был скрытым мотивом в её исследовании. Эта более поздняя область исследований подробно описана в сборнике «Пытки» (Polity Press, Cambridge and Boston, 2018). В книге «Террор и современность» (Polity Press, Cambridge and Boston, 2019) политические и этические вопросы эпохи глобализации подтолкнули её к исследованию современного явления исламского терроризма, джихадизма и попыток установления глобального халифата, что оценивается в социально-политическом контексте того, что она назвала «фобократией» и «глобальной гражданской войной».
В 2017 году можно наблюдать политический поворот в развитии её мысли, когда она возобновила тему суверенитета, ранее затронутую в эссе, посвящённых политической теологии Баруха Спинозы. Серьёзный конфликт между государством и мигрантами является центральной темой её книги «Иностранцы-резиденты: философия миграции» (Polity Press, Cambridge and Boston, 2020), которая была удостоена премий Pozzale за эссе 2018 года и премии Sila в сфере экономики и общества 2018 года.
Политико-философские вопросы о странности и мифе об идентичности являются темами книги «Марранос: другой из другого» (Polity Press, Кембридж и Бостон, 2020 г.). Также она изложила свои философские позиции в книге «Sulla vocazione politica della filosofia» (Bollati Boringhieri, Турин, 2018). Книга отмечена премией Mimesis Filosofia 2019.
Донателла является членом Научного комитета Internationale Wittgenstein-Gesellschaft и Wittgenstein-Studien. С 2011 по 2015 год она была вице-президентом Martin Heidegger-Gesellschaft, из которой ушла в отставку 3 марта 2015 года после публикации Schwarze Hefte. Она также является членом Итальянской ассоциации Вальтера Беньямина. С 2016 года она является редактором серии книг Filosofia per il XXI secolo (Философия для XXI века) для издательства Mimesis. С 2018 года она является членом Consiglio Scientifico e Strategico CIR Onlus (Consiglio Italiano per I Rifugiati).
Она была приглашённым профессором в нескольких университетах: Базовый университет Хильдесхайма (Германия) 2003; Университет Альберта-Людвига во Фрайбурге (Германия) 2005; Исследовательский колледж культурологии в Кельне (Германия) 2007. В течение зимнего семестра 2007 года она была заслуженным приглашённым профессором искусств и гуманитарных наук в Университете штата Пенсильвания (США). В 2012 году она была приглашённым профессором кафедры языков и литературы Университета Брандейса (США). В зимнем семестре 2006 года она была посетителем Брокингтона в университете Куинс (Канада). В 2017 году она в течение одного года работала преподавателем в Высшей нормальной школе в Пизе.
На парламентских выборах 2022 года призвала голосовать за левую коалицию Народный союз.

### На английском языке
- Resident Foreigners: A Philosophy of Migration, Polity Press, Cambridge and Boston, 2020[10].
- Terror and Modernity, Polity Press, Cambridge and Boston, 2019[11].
- Torture, Polity Press, Cambridge and Boston, 2018[12]
- Heidegger and the Jews: The Black Notebooks, Polity Press, Cambridge and Boston, 2018.[13].
- Gadamer, Indiana University Press, Bloomington, 2013[14][15].
- Utopia of Understanding. Between Babel and Auschwitz, SUNY Press, Albany, 2012.

### На итальянском языке
- Virus sovrano? L’asfissia capitalistica, Bollati Boringhieri, Torino 2020.
- Sulla vocazione politica della filosofia, Bollati Boringhieri, Torino 2018[16][17].
- Marrani, Einaudi, Torino 2018.
- Terrore e modernità, Einaudi, Torino 2017[18].
- Stranieri residenti. Una filosofia della migrazione, Bollati Boringhieri, Torino 2017[19].
- Tortura, Bollati Boringhieri, Torino 2016.
- Heidegger & Sons. Eredità e futuro di un filosofo, Bollati Boringhieri, Torino 2015.
- Heidegger e gli ebrei. I "Quaderni neri", Bollati Boringhieri, Torino 2014.
- Se Auschwitz è nulla. Contro il negazionismo, Il melangolo, Genova 2012[20].
- Grammatica dei tempi messianici, [1ª ed. Albo Versorio, Milano 2008] Giuntina, Firenze 2011[21].
- Gadamer, Il Mulino, Bologna 2007.
- Ermeneutica della finitezza, Guerini & Associati, Milano 2004.
- Utopia del comprendere, il nuovo melangolo, Genova 2003[22].